# Ган (місто)
Ган (нім. Haan) — місто в Німеччині, знаходиться в землі Північний Рейн-Вестфалія. Підпорядковується адміністративному округу Дюссельдорф. Входить до складу району Меттман.
Площа — 24,22 км2. Населення становить 30 263 ос. (станом на 31 грудня 2020).